# Елич, Драган
Дра́ган Е́лич (словен. Dragan Jelič; 27 февраля 1986, Марибор) — словенский футболист, нападающий.

## Карьера
В 2004—2006 годах выступал в Первой лиге за словенский клуб «Марибор». В 2006—2007 играл в турецком клубе «Ризеспор». В 2008 вернулся в «Марибор», который в трансферное окно 2010 года отдал его на правах аренды самарским «Крыльям». В российской Премьер-лиге провёл 6 матчей, причем ни одного целиком и не забил ни одного гола. В межсезонье Елич вернулся в «Марибор», который отдал его в аренду нидерландскому клубу «Виллем II».